# Margrethe Spies
Margrethe Viby Spies (født 11. juni 1908, død	24. juni 1985) var en dansk forfatterinde, soroptimist og feminist.